# Marc Bauder

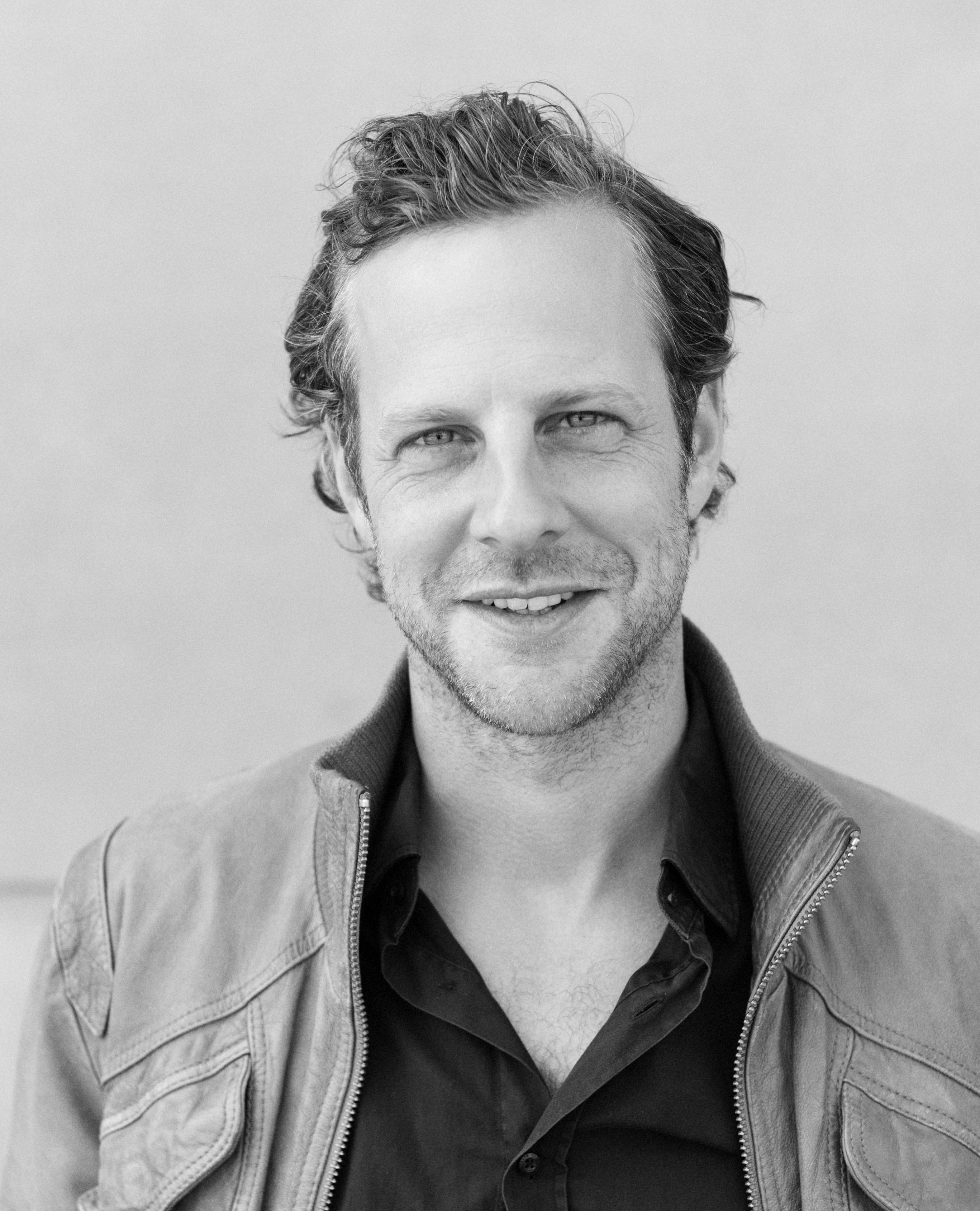
Marc Bauder (2020)

Marc Bauder (* 21. Dezember 1974 in Stuttgart) ist ein deutscher Filmregisseur und Filmproduzent von Dokumentar- und Spielfilmen.

## Leben
Marc Bauder studierte von 1996 bis 2001 Betriebswirtschaftslehre in Köln, St. Gallen und New York. Während des Studiums gründete er 1999 zusammen mit Dörte Franke die Produktionsfirma bauderfilm GmbH noch in Köln. Sein erster abendfüllender Dokumentarfilm war Keine verlorene Zeit (2000) über einen Freundeskreis in Leipzig, welcher in den 1970er Jahren ins Visier der Stasi geriet.
2001 begann Bauder ein Filmstudium an der Hochschule für Film und Fernsehen. Auch bauderfilm siedelte nach Berlin um. Dort entstand der Dokumentarfilm „grow or go“ – Die Architekten des Global Village. Nach dem Studium realisierte er zusammen mit Dörte Franke seinen zweiten Kino-Dokumentarfilm über politische Schicksale in der ehemaligen DDR: Jeder schweigt von etwas anderem, der 2006 im Panorama der Berlinale lief. Auch Bauders Spielfilmdebüt Das System – Alles verstehen heißt alles verzeihen (2011) widmet sich einem Stasi-Stoff und wurde u. a. mit dem Cinestar und dem DEFA-Förderpreis ausgezeichnet.
Mit dem Dokumentarfilm Master of the Universe, über die Finanzkrise aus Sicht des Bankers Rainer Voss, gewann Marc Bauder 2014 u. a. den Europäischen Filmpreis. Der Film war im selben Jahr auch für den Deutschen Filmpreis als bester Kino-Dokumentarfilm nominiert.
2014 wurde nach einer Idee von Marc und seinem Bruder Christopher Bauder das Projekt Lichtgrenze zum 25. Jahrestag des Mauerfalls umgesetzt. Hierfür erhielten die Brüder 2015 den Verdienstorden des Landes Berlin.
2016 folgte sein zweiter Spielfilm, Dead Man Working, welcher 2017 mit dem Grimme-Preis ausgezeichnet wurde.
Marc Bauder ist Mitglied der Deutschen Filmakademie und der Europäischen Filmakademie.

## Filmografie (Auswahl)
- 2000: Keine verlorene Zeit (Dokumentarfilm)
- 2003: Grow or Go – Die Architektur des Global Village (Dokumentarfilm)
- 2006: Jeder schweigt von etwas anderem (Dokumentarfilm)
- 2006: Der Kommunist (Dokumentarfilm) – über Ernest Kaltenegger
- 2007: Menschen hautnah: Hauptsache Arbeit – der Top-Manager (Dokumentarfilm)
- 2010: Nach der Revolution (Dokumentarfilm)
- 2011: Das System – Alles verstehen heißt alles verzeihen (Spielfilm)
- 2013: Master of the Universe (Dokumentarfilm)
- 2014: Mauerstücke (Filmcollage für die Kunstinstallation Lichtgrenze)
- 2016: Dead Man Working (Spielfilm)
- 2021: Wer wir waren (Kino-Dokumentarfilm)

## Auszeichnungen (Auswahl)
- 2011 DEFA-Förderpreis für Das System
- 2011 CineStar für Das System
- 2013 Hauptpreis Semaine de la Critique Locarno für Master of the Universe
- 2014 Europäischer Filmpreis für Master of the Universe
- 2015 Deutscher Dokumentarfilmpreis für Master of the Universe
- 2017 Grimme-Preis für Dead Man Working
- 2020 Hessischer Filmpreis in der Kategorie Dokumentarfilm für Wer wir waren[5]
- 2021 Hauptpreis Monterrey Film Festival für wer wir waren